# Christian Troadec
Pour les articles homonymes, voir Troadec.
Christian Troadec, né le 24 mars 1966 à Carhaix-Plouguer (Finistère), est un homme d'affaires et politique français, apparenté divers gauche et régionaliste, impliqué dans le mouvement breton. Il a été vice-président du conseil régional de Bretagne chargé des langues de Bretagne et des Bretons du monde.
Il a cofondé le festival des Vieilles Charrues, en 1992 ; il a par ailleurs présidé l'association organisatrice du festival, puis en a été président d'honneur. Il a créé l'hebdomadaire Poher Hebdo en 1996 et a acheté la brasserie Coreff en 1999.
Il est actif en politique depuis le début des années 2000 en tant que maire de Carhaix-Plouguer, conseiller régional de Bretagne, conseiller départemental du Finistère et figure du régionalisme politique.

## Biographie

### Enfance et formation
Il naît à Carhaix le 24 mars 1966. Il passe son enfance à Plévin, dans les Côtes-du-Nord, au sein d'une famille d'agriculteurs.

### Carrière
Après des études d'histoire à l'université de Bretagne-Occidentale à Brest et de journalisme à Paris.
Il travaille comme journaliste pour Le Télégramme de Brest. Au cours de ces années, il voyage dans les pays de l'Europe de l'Est, à la suite de la chute du mur de Berlin[réf. nécessaire].
Il commence le militantisme politique à la fin des années 1990 et au début des années 2000 en étant l'un des promoteurs de l'Appel de Carhaix (Collectif breton pour la démocratie et les droits de l'homme) et un des collecteurs de fonds des écoles Diwan[réf. nécessaire].
En 1992, il cofonde le festival des Vieilles Charrues, qui est d'abord organisé dans la commune de Landeleau. En devenant président de l'association qui gère le festival, Christian Troadec décide de le déménager à Carhaix-Plouguer en 1995, d'abord dans le centre-ville, puis sur le site de Kerampuilh en 1998. 
En 1996, il fonde, avec Charlie Grall, un journal local, Poher Hebdo, dans le but de relayer l'information locale autour de la ville de Carhaix et du pays Poher en particulier, du Centre-Bretagne en général. 
En 1997, il porte le projet d'un technopôle culturel, lancé avec l'appui du festival en 1996, qui comporte comme premières réalisations la publication de l'hebdomadaire Poher Hebdo et la création du lycée Diwan installé à Carhaix en 1997. 
En 1999, il revend Poher Hebdo, devenu Le Poher, au groupe Télégramme et achète la brasserie Coreff. Il en fait la bière officielle du festival des Vieilles Charrues, succédant, dans ce rôle, à la brasserie danoise Faxe. Il déménage la production des bières de la marque Coreff de Morlaix à Carhaix-Plouguer en 2005, avant de céder ses parts dans l'entreprise en 2008. Il lance, le 28 octobre 1999, un « appel de Carhaix » prônant le renforcement de l'identité culturelle bretonne, de l'enseignement du breton et des compétences du conseil régional. 

### Début de sa carrière politique
Il est élu maire de Carhaix-Plouguer en 2001, sous une étiquette « gauche alternative », et réélu en 2008 malgré la présence d'une liste de la « gauche officielle » (PS-PCF). En 2001, Christian Troadec ayant été élu maire de Carhaix, il quitte la direction du festival des Vieilles Charrues. 
En 2002, il se présente à l'élection législative sur la sixième circonscription du Finistère et fait le score de 11,28 %. En 2004, il est élu au conseil régional de Bretagne sous l'étiquette « Gauche alternative », étant second candidat dans le Finistère sur la liste UDB − Verts,. 
En 2008, il écrit et publie le livre Carhaix Résistance, Histoire d'une révolte populaire en Bretagne, sur son engagement dans la lutte pour le maintien de l'hôpital de Carhaix, une action qui inspirera le film Bowling sorti en 2012,,. La même année, il lance le mouvement de rassemblement breton « Nous te ferons Bretagne » pour les élections régionales de 2010. En mars 2008, face à l'annonce de la fermeture des services de maternité et de chirurgie de l'hôpital de Carhaix-Plouguer par l'Agence régionale de l'hospitalisation, il devient le leader de l'opposition à cette fermeture. À la suite d'une longue et forte mobilisation, la fermeture de ces services est annulée par le tribunal administratif de Rennes. Au conseil régional de Bretagne, il rompt avec la majorité de gauche lors de la séance plénière de décembre 2008, accusant cette dernière de « trahison » en raison de l'engagement de la région en faveur d'un processus de fusion-coopération avec le CHU de Brest sans garantie de maintien des services à Carhaix. Quelques mois plus tard, alors qu'il est candidat aux élections sénatoriales, il est sévèrement battu et n'obtient que 5,5 % contre 7,86 % lors des élections de 2008.
Le 5 décembre 2010, le conseil national du Parti Breton (en), réuni à Pornic, décide à une large majorité une alliance pour les élections régionales de 2010 avec Christian Troadec dans le cadre de la liste « Nous te ferons Bretagne ». La liste qu’il mène n'obtient que 4,29 % des suffrages et ne peut donc ni se maintenir, ni fusionner au deuxième tour. Christian Troadec apporte cependant son soutien à la liste Europe Écologie − UDB menée par Guy Hascoët. En 2010 il lance le Mouvement Bretagne et progrès (MBP) avec certains de ses colistiers des élections régionales.
En mars 2011, il est élu conseiller général du Finistère.
Lors des élections législatives de 2012, il se présente à nouveau dans la sixième circonscription du Finistère et arrive troisième avec 19,92 % des voix. Ce score lui offre la possibilité de se maintenir en triangulaire mais il se désiste au profit de Richard Ferrand (PS) afin de ne pas favoriser la droite.
En octobre et novembre 2013, il est l'un des acteurs du mouvement des Bonnets rouges contre la mise en place de l'écotaxe par le gouvernement de Jean-Marc Ayrault. En décembre 2013, à la suite de son appel à manifester contre le projet d'aéroport de Notre-Dame-des-Landes, le mouvement se désolidarise de Christian Troadec.
En 2014, Charlie Grall lui consacre une biographie intitulée Christian Troadec, des Vieilles Charrues aux Bonnets Rouges, itinéraire d'un homme pressé (parue chez Coop Breizh) qui relate sa carrière d'entrepreneur et d'homme politique jusqu'au début des années 2010. La même année, Christian Troadec accompagne l'implantation de l'usine chinoise Synutra à Carhaix — qui y produit du lait en poudre —, préparée par un déplacement en Chine en 2013. En 2014, la liste qu'il conduit à Carhaix-Plouguer l'emporte dès le premier tour avec 65,78 % des voix, ce qui lui permet d'être réélu maire.

En orange, les villes dans lesquelles la liste menée par Christian Troadec est arrivé en tête lors des élections européennes de 2014.

En vue des élections européennes de 2014, il présente une liste, « Europe, nous te ferons », qu'il conduit dans la circonscription Ouest, et comprenant plusieurs activistes des Bonnets rouges. La liste est soutenue par le Mouvement Bretagne et progrès, le Parti Breton (en) et Breizh Europa. Malgré sa cible réduite (uniquement la région de la Bretagne historique), la liste réussit à obtenir 3,05 % sur l'eurorégion, passant le cap du remboursement. Dans les départements bretons, ses scores sont les suivants : Loire-Atlantique - 1,15 %, Ille-et-Vilaine - 2,73 %, Morbihan - 6,65 %, Côtes-d'Armor - 8,18 % et 11,54 % dans le Finistère. Ce score est réalisé malgré la présence d'une liste menée par l'Union démocratique bretonne ainsi que d'une liste Breizhistance en alliance avec le NPA. Il enregistre ses meilleurs résultats dans le centre Bretagne, région traditionnellement communiste dans laquelle le mouvement des Bonnets rouges a enregistré ses plus fortes mobilisations lors de l'hiver précédent, et dépasse la barre des 10 % dans une zone de 60 km autour de Carhaix,.
Le 29 mars 2015, au second tour des élections départementales, Christian Troadec est élu, ainsi que Corinne Nicole, avec 66,71 % des voix, dans le canton de Carhaix-Plouguer.
Le 19 juin 2015, Christian Troadec annonce qu'il deviendra tête de liste pour les élections régionales de décembre 2015 avec l'UDB, Union démocratique Bretonne, représentée par Nil Caouissin et le Mouvement Bretagne et Progrès, MBP, représenté par André Lavanant par la signature d'un accord commun à Carhaix. Cela va donner la liste Oui la Bretagne, une plateforme citoyenne ouverte car « les gens ne se retrouvent plus dans les partis politiques traditionnels, que ce soit au PS ou chez les Sarkozistes. Il faut ouvrir grandes les portes et les fenêtres de la démocratie ».
Le 8 avril 2016, il annonce sa candidature à l'élection présidentielle de 2017, qu'il retire le 6 mars 2017. Disposant de 224 promesses de signatures début janvier 2017, il remet en cause la décision du 1er mars 2017, qui rend les parrainages publics, conduisant à des pressions sur les signataires. Lors des élections législatives de 2017, il se présente dans la sixième circonscription du Finistère comme en 2012 et arrive troisième avec 13,88 % des voix. Ce score ne lui permet pas de se maintenir au second tour en raison du faible taux de participation. Contrairement aux législatives précédentes, Christian Troadec ne donne pas de consigne de vote cette fois-ci mais indique qu'il ne votera pas pour Richard Ferrand.
En avril 2019, il lance Le Journal de la Bretagne, avec Erwan Chartier, qui est un hebdomadaire couvrant l'actualité de l'ensemble des cinq départements de la Bretagne historique avec une page en breton. Il cesse de paraître en juillet 2019[réf. nécessaire].
Christian Troadec est réélu maire de Carhaix-Plouguer, le 15 mars 2020, avec 51,87 % des voix au premier tour des élections municipales de 2020.
Il est élu conseiller régional lors des élections régionales de 2021, sur une liste divers gauche, regroupant le Parti socialiste et Pour la Bretagne ! et nommé vice-président du conseil régional de Bretagne chargé des langues de Bretagne et des Bretons du monde.
Entre décembre 2021 et janvier 2022, Christian Troadec est l'objet de plusieurs articles du Télégramme, de Ouest-France, du Parisien, de 20 minutes, de Valeurs actuelles, du Le Canard enchaîné et du Mode, à la suite de l'organisation d'un repas et d'une soirée maintenus le 10 décembre 2021 pour quelques proches de Christian Troadec, en dépit d'une annulation due aux mesures sanitaires liées à la pandémie de Covid-19 et sur fonds publics, dans les halles de Carhaix-Plouguer. Cette soirée est qualifiée d'« orgie alcoolique » par Le Parisien et de « débauche » par Le Canard enchaîné. Ceci entraîne une demande de démission de Christian Troadec de son mandat de vice-président du conseil régional par Gilles Pennelle et Isabelle Le Callennec, à la tête des groupes Rassemblement national et Les Républicains au conseil régional, ainsi qu'une plainte de l'association anti-corruption AC !!, le 7 janvier 2022.
En 2023, il est opéré du cœur.
En février 2024, il est contrôlé à 1,18 g/L d'alcool dans le sang, après avoir provoqué un accident de la route. Il plaide la bonne foi, ayant arrêté l'alcool depuis un an selon ses dires, mais qu'il s'est laissé porter par un écart lors d'un dîner. En réaction à cet accident, Loïg Chesnais-Girard, président de la Région Bretagne annonce le 4 février 2024 « [mettre] fin ce jour aux délégations de Christian Troadec au sein de l’exécutif régional »,.

## Controverses
Le rôle de Christian Troadec fut toutefois critiqué et, en tant que président du conseil d'administration, des médecins de l'hôpital le mettent directement en cause pour sa gestion et ses refus de mettre en place un véritable projet malgré les conseils et propositions faites depuis plus de quatre années,. Au conseil d'administration de l'hôpital qu'il présidait, il votera contre le projet de fusion avec le CHRU de Brest. Il demandera également à sa majorité de s'abstenir sur ce projet au conseil municipal. C'est finalement grâce à l'opposition de droite que le projet de fusion a pu être adopté par la municipalité[réf. nécessaire].

## Affaires judiciaires
En juillet 2021, Christian Troadec est accusé d'avoir refusé de présenter son passe sanitaire pour accéder au festival des Vieilles Charrues, prétextant son statut d'élu, et d'avoir insulté le bénévole chargé du contrôle. En conséquence, il est condamné le 4 février 2022 à une amende de 2 500 € pour injures publiques par le tribunal judiciaire de Brest. Mais en appel, le jugement est annulé, par la cour d'appel de Rennes pour prescription.
En mars 2022, il est condamné par le tribunal correctionnel de Brest à une amende de 1500 € pour "injures publiques" envers un bénévole du festival des Vieilles Charrues.

## Positions politiques

### Régionalisme
Christian Troadec est un régionaliste breton; c'est ainsi qu'il se définit en premier lieu. Ainsi déclare-t-il à LCP, qui l'interroge, en juin 2016  sur son éventuelle candidature à l'élection présidentielle : « Je suis un maire « divers gauche », mais ma candidature reste régionaliste : toutes les idées sont bienvenues, de gauche comme de droite, à l'exception, bien sûr, des idées extrêmes. »
Il s'est souvent associé aux partis autonomistes ou indépendantistes bretons au cours de différentes élections régionales tels que le Parti Breton (en) ou l'Union démocratique bretonne (UDB). Il arbore plus souvent l'écharpe aux couleurs de la Bretagne, le « gwenn-ha-du », que son écharpe tricolore de maire français aux couleurs de la République, lors d'événements publics. Ainsi, note un article de France Télévisions qui lui est consacré : « Dans les cortèges, Christian Troadec délaisse son écharpe tricolore pour les couleurs du drapeau breton. ».
Il défend le localisme, l'autonomie de la Bretagne et la culture bretonne dans une démarche qualifiée de « gauche humaniste ». Il défend régulièrement les manifestations issues de l'Emsav telles que le Salon du livre de Bretagne de Carhaix ou encore les événements organisés par les écoles en langue bretonne Diwan où sont scolarisés ses enfants.

### À gauche et ouvert à la droite
Bien qu'étiqueté divers gauche, sa ligne politique est fluctuante. Soutien de la gauche modérée et du centre à ses heures — il était partisan d'une alliance entre Ségolène Royal (PS) et François Bayrou (UDF) lors de l'élection présidentielle de 2007 et de François Hollande lors de l'élection présidentielle de 2012 —, il se définit comme « bien plus ancré à gauche qu'un Hollande ou un Mélenchon ».
Un article dans Mediapart, de décembre 2013, le voit assez proche d'hommes politiques d'extrême gauche tels que Philippe Poutou ou Alain Krivine. Selon ce même article, il est perçu comme étant un « bretonnant entre Marx et la Bible », en référence aux origines bretonnes et traditionnelles de son parcours ; il est, en effet, issu d'une famille de droite chrétienne-démocrate soutenant Raymond Barre à la fin des années 1980, mais s'est régulièrement ouvert à la gauche altermondialiste. 
Il a souvent travaillé avec des personnalités de droite telles que Thierry Merret, président de la FNSEA dans le Finistère, dans le cadre du mouvement des Bonnets rouges, ou encore l'ancienne ministre sarkozyste Rama Yade, qu'il a accueillie à Carhaix en janvier 2017, en vue de la présidentielle de la même année.
Il est régulièrement taxé d'opportuniste et de carriériste par l'extrême-droite nationaliste bretonne, par la voix de Breiz Atao ou Breizh Info, ou encore par les sections locales du Parti socialiste. Il est, à ce titre, souvent surnommé "Baron du Poher" ou "Seigneur de Carhaix". Un article de France TV dit à son sujet : "Christian Troadec "divise, à droite comme à gauche", [...] "Ses adversaires voient en lui un homme plus soucieux de son image que de convictions politiques. Ni de gauche, ni de droite, juste populiste, disent les plus hostiles"."

## Résultats électoraux

### Élections législatives
| Année | Parti | Parti           | Circonscription | 1er tour | 1er tour | 1er tour |
| Année | Parti | Parti           | Circonscription | Voix     | %        | Rang     |
| ----- | ----- | --------------- | --------------- | -------- | -------- | -------- |
| 2002  |       | DVG             | 6e du Finistère | 6 759    | 11,28    | 3e       |
| 2007  |       | UDB             | 6e du Finstère  | 7 393    | 12,41    | 3e       |
| 2012  |       | MBP             | 6e du Finistère | 11 286   | 19,92    | 3e       |
| 2017  |       | Oui la Bretagne | 6e du Finistère | 7 047    | 13,88    | 3e       |

### Élections municipales
Les résultats ci-dessous concernent uniquement les élections où il est tête de liste.
| Année | Parti | Parti              | Commune          | 1er tour | 1er tour | 1er tour | 2d tour | 2d tour | 2d tour | Sièges obtenus |
| Année | Parti | Parti              | Commune          | Voix     | %        | Rang     | Voix    | %       | Rang    | Sièges obtenus |
| ----- | ----- | ------------------ | ---------------- | -------- | -------- | -------- | ------- | ------- | ------- | -------------- |
| 2001  |       | DVG                | Carhaix-Plouguer | 1 900    | 43,72    | 1er      | 1 641   | 35,62   | 1er     |                |
| 2008  |       | UDB                | Carhaix-Plouguer | 1 911    | 42,61    | 1er      | 2 743   | 68,61   | 1er     | 25 / 29        |
| 2014  |       | MBP                | Carhaix-Plouguer | 2 401    | 65,78    | 1er      |         |         |         | 25 / 29        |
| 2020  |       | Pour la Bretagne ! | Carhaix-Plouguer | 1 439    | 51,87    | 1er      |         |         |         | 23 / 29        |

### Élections européennes
Les résultats ci-dessous concernent uniquement les élections où il est tête de liste.
| Année | Parti | Parti  | Circonscription | Voix   | %    | Rang | Sièges obtenus |
| ----- | ----- | ------ | --------------- | ------ | ---- | ---- | -------------- |
| 2014  |       | MBP-PB | Ouest           | 83 041 | 3,05 | 9e   | 0 / 9          |

### Élections régionales
Les résultats ci-dessous concernent uniquement les élections où il est tête de liste.
| Année | Parti | Parti           | Région   | 1er tour | 1er tour | 1er tour | Sièges obtenus |
| Année | Parti | Parti           | Région   | Voix     | %        | Rang     | Sièges obtenus |
| ----- | ----- | --------------- | -------- | -------- | -------- | -------- | -------------- |
| 2010  |       | PB-AEI          | Bretagne | 47 108   | 4,29     | 6e       | 0 / 83         |
| 2015  |       | Oui la Bretagne | Bretagne | 80 727   | 6,71     | 4e       | 0 / 83         |

### Élections cantonales et départementales
| Année | Parti | Parti | Canton                     | 1er tour | 1er tour | 1er tour | 2d tour | 2d tour | 2d tour |
| Année | Parti | Parti | Canton                     | Voix     | %        | Rang     | Voix    | %       | Issue   |
| ----- | ----- | ----- | -------------------------- | -------- | -------- | -------- | ------- | ------- | ------- |
| 2011  |       | MBP   | Canton de Carhaix-Plouguer | 2 864    | 43,12    | 1er      | 3 288   | 100,00  | Élu     |
| 2015  |       | MBP   | Canton de Carhaix-Plouguer | 3 891    | 35,56    | 1er      | 6 328   | 66,71   | Élu     |